# Mistrzostwa Świata w Piłce Nożnej 1954

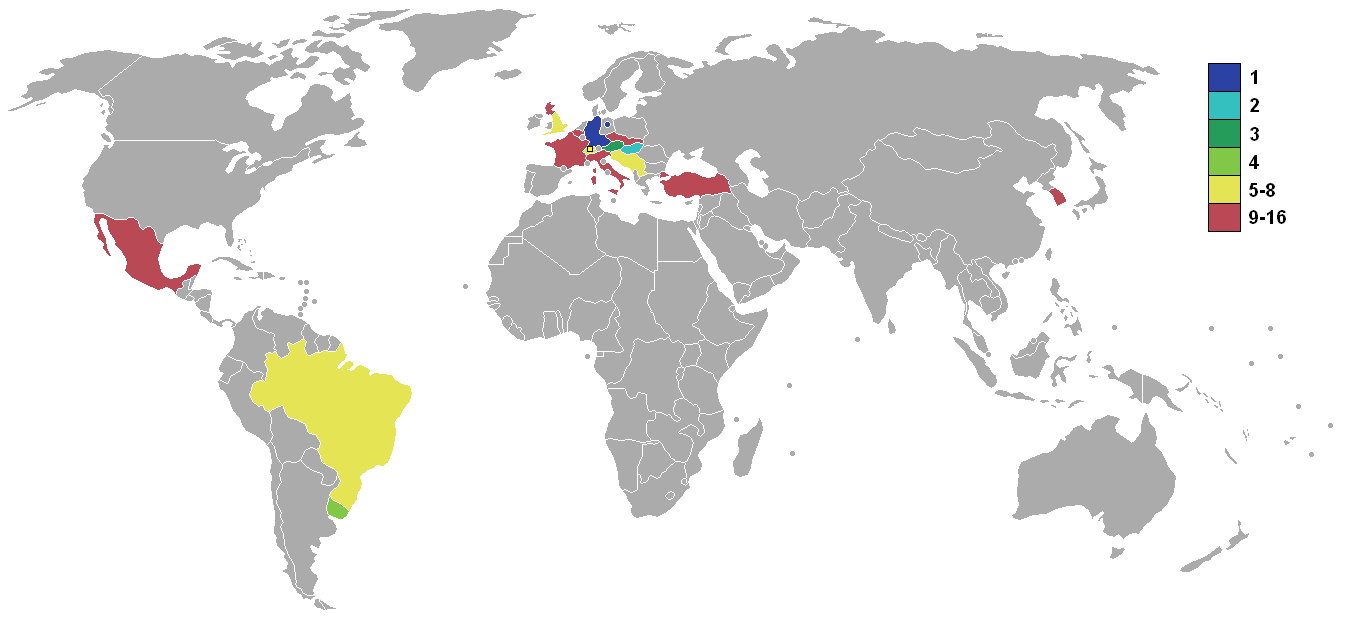
Państwa, uczestnicy mistrzostw świata w 1954 roku

V Mistrzostwa Świata w Piłce Nożnej w roku 1954 zorganizowano w Szwajcarii, kraju neutralnym w czasie II wojny światowej i przez to w znacznym stopniu niedotkniętym zniszczeniami wojennymi. Do eliminacji zgłosiła się rekordowa liczba 45 państw (36 z nich rozegrało przynajmniej jeden mecz). Wśród niezgłoszonych był Związek Radziecki, a także Argentyna, która była w konflikcie z władzami FIFA. Tytułu mistrza świata broniła drużyna Urugwaju. W turnieju zadebiutowały reprezentacje Korei Południowej, Szkocji i Turcji.
W fazie grupowej w razie remisu po dziewięćdziesięciu minutach grano dogrywki. W razie braku rozstrzygnięcia spotkania w 120 minutach mecz kończył się remisem. W finałach testowano nowy system, z którego zresztą szybko zrezygnowano – w każdej grupie dwie rozstawione drużyny grały z dwiema nierozstawionymi. Wielkim faworytem byli Węgrzy, mistrzowie olimpijscy z Helsinek i ich złota jedenastka niepokonana od 14 maja 1950 w ostatnich 32 kolejnych meczach międzypaństwowych. To właśnie Węgrzy jako pierwszy zespół z kontynentu pokonał Anglików na ich terenie.

## Kwalifikacje
| Drużyna          | Grupa kwalifikacyjna   | Strefa kwalifikacyjna | Liczba występów do tej pory | Najlepszy wynik                 | Ostatni występ |
| ---------------- | ---------------------- | --------------------- | --------------------------- | ------------------------------- | -------------- |
| Austria          | 5                      | UEFA                  | 1                           | IV miejsce (1934)               | 1934           |
| Belgia           | 2                      | UEFA                  | 3                           | faza grupowa (1938, 1934, 1930) | 1938           |
| Brazylia         | 11                     | CONMEBOL              | 4                           | II miejsce (1950)               | 1950           |
| Czechosłowacja   | 8                      | UEFA                  | 2                           | II miejsce (1934)               | 1938           |
| Anglia           | 3                      | UEFA                  | 1                           | faza grupowa (1950)             | 1950           |
| Francja          | 4                      | UEFA                  | 3                           | ćwierćfinał (1938)              | 1938           |
| Węgry            | 7                      | UEFA                  | 2                           | II miejsce (1938)               | 1938           |
| Włochy           | 9                      | UEFA                  | 3                           | mistrzostwo (1934, 1938)        | 1950           |
| Korea Południowa | 13                     | AFC                   | debiutant                   |                                 |                |
| Meksyk           | 12                     | CONCACAF              | 2                           | faza grupowa (1930, 1950)       | 1950           |
| Szkocja          | 3                      | UEFA                  | debiutant                   |                                 |                |
| Szwajcaria       | gospodarz              | UEFA                  | 3                           | ćwierćfinał (1934, 1938)        | 1950           |
| Turcja           | 6                      | UEFA                  | debiutant                   |                                 |                |
| Urugwaj          | mistrzowie świata 1950 | CONMEBOL              | 2                           | mistrzostwo (1930, 1950)        | 1950           |
| Niemcy           | 1                      | UEFA                  | 2                           | III miejsce (1934)              | 1938           |
| Jugosławia       | 10                     | UEFA                  | 2                           | III miejsce (1930)              | 1950           |

## Stadiony
- Lozanna, La Pontaise
- Genewa, Les Charmilles
- Zurich, Hardturm
- Berno, Wankdorfstadion
- Bazylea, St. Jakob-Stadion
- Lugano, Comunale di Cornaredo

## Faza grupowa

### Grupa A
| Zespół     | M | W | R | P | Br+ | Br- | Pkt |
| ---------- | - | - | - | - | --- | --- | --- |
| Brazylia   | 2 | 1 | 1 | 0 | 6   | 1   | 3   |
| Jugosławia | 2 | 1 | 1 | 0 | 2   | 1   | 3   |
| Francja    | 2 | 1 | 0 | 1 | 3   | 3   | 2   |
| Meksyk     | 2 | 0 | 0 | 2 | 2   | 8   | 0   |

| 16 czerwca 1954 18:00 UTC | Brazylia · Baltazar 23' · Didi 30' · Pinga 34' 43' · Julinho 69' | 5:0(4:0)raport | Meksyk | Genewa, Stade des Charmilles Widzów: 13 tys. Sędzia: Wyssling (Szwajcaria) |
|                           |                                                                  |                |        |                                                                            |

| 16 czerwca 1954 18:00 UTC | Jugosławia · Milutinović 15' | 1:0(1:0)raport | Francja | Lozanna, Stade Olympique de la Pontaise Widzów: 27 tys. Sędzia: Griffiths (Walia) |
|                           |                              |                |         |                                                                                   |

| 19 czerwca 1954 17:00 UTC | Brazylia · Didi 69' | 1:1 pd.(0:0)raport | Jugosławia · Zebec 48' | Lozanna, Stade Olympique de la Pontaise Widzów: 40 tys. Sędzia: Faultless (Szkocja) |
|                           |                     |                    |                        |                                                                                     |

| 19 czerwca 1954 17:10 UTC | Francja · Vincent 19' · Cárdenas 49' (sam.) · Kopa 88' (k.) | 3:2(1:0)raport | Meksyk · Lamadrid 54' · Balcázar 85' | Genewa, Stade des Charmilles Widzów: 19 tys. Sędzia: Asensi (Hiszpania) |
|                           |                                                             |                |                                      |                                                                         |

### Grupa B
| Zespół           | M | W | R | P | Br+ | Br- | Pkt |
| ---------------- | - | - | - | - | --- | --- | --- |
| Węgry            | 2 | 2 | 0 | 0 | 17  | 3   | 4   |
| RFN              | 2 | 1 | 0 | 1 | 7   | 9   | 2   |
| Turcja           | 2 | 1 | 0 | 1 | 8   | 4   | 2   |
| Korea Południowa | 2 | 0 | 0 | 2 | 0   | 16  | 0   |

| 17 czerwca 1954 18:00 UTC | RFN · Schäfer 14' · Klodt 52' · O. Walter 60' · Morlock 84' | 4:1(1:1)raport | Turcja · Suat 2' | Berno, Wankdorfstadion Widzów: 39 tys. Sędzia: Da Costa Vieira (Portugalia) |
|                           |                                                             |                |                  |                                                                             |

| 17 czerwca 1954 18:00 UTC | Węgry · Puskás 12' 89' · Lantos 18' · Kocsis 24' 36' 50' · Czibor 59' · Palotás 75' 83' | 9:0(4:0)raport | Korea Południowa | Zurych, Hardturm Widzów: 18 tys. Sędzia: Vincenti (Francja) |
|                           |                                                                                         |                |                  |                                                             |

| 20 czerwca 1954 16:50 UTC | Węgry · Kocsis 3' 21' 67' 78' · Puskás 17' · Hidegkuti 50' 54' · J. Tóth 73' | 8:3(3:1)raport | RFN · Pfaff 25' · Rahn 77' · Herrmann 81' | Bazylea, St. Jakob-Stadion Widzów: 65 tys. Sędzia: Ling (Anglia) |
|                           |                                                                              |                |                                           |                                                                  |

| 20 czerwca 1954 17:00 UTC | Turcja · Suat 10' 30' · Lefter 24' · Burhan 37' 64' 70' · Erol 76' | 7:0(4:0)raport | Korea Południowa | Genewa, Stade des Charmilles Widzów: 3 tys. Sędzia: Marino (Urugwaj) |
|                           |                                                                    |                |                  |                                                                      |

#### Baraż o awans
| 23 czerwca 1954 18:00 UTC | RFN · O. Walter 7' · Schäfer 12' 79' · Morlock 30' 60' 77' · F. Walter 62' | 7:2(3:1)raport | Turcja · Mustafa 21' · Lefter 82' | Zurych, Hardturm Widzów: 18 tys. Sędzia: Vincenti (Francja) |
|                           |                                                                            |                |                                   |                                                             |

### Grupa C
| Zespół         | M | W | R | P | Br+ | Br- | Pkt |
| -------------- | - | - | - | - | --- | --- | --- |
| Urugwaj        | 2 | 2 | 0 | 0 | 9   | 0   | 4   |
| Austria        | 2 | 2 | 0 | 0 | 6   | 0   | 4   |
| Czechosłowacja | 2 | 0 | 0 | 2 | 0   | 7   | 0   |
| Szkocja        | 2 | 0 | 0 | 2 | 0   | 8   | 0   |

| 16 czerwca 1954 18:00 UTC | Urugwaj · Míguez 72' · Schiaffino 81' | 2:0(0:0)raport | Czechosłowacja | Berno, Wankdorfstadion Widzów: 20,500 Sędzia: Ellis (Anglia) |
|                           |                                       |                |                |                                                              |

| 16 czerwca 1954 18:00 UTC | Austria · Probst 33' | 1:0(1:0)raport | Szkocja | Zurych, Hardturm Widzów: 30 tys. Sędzia: Franken (Belgia) |
|                           |                      |                |         |                                                           |

| 19 czerwca 1954 16:50 UTC | Urugwaj · Borges 17' 47' 57' · Míguez 30' 83' · Abbadie 54' 85' | 7:0(2:0)raport | Szkocja | Bazylea, St. Jakob-Stadion Widzów: 43 tys. Sędzia: Orlandini (Włochy) |
|                           |                                                                 |                |         |                                                                       |

| 19 czerwca 1954 17:00 UTC | Austria · Stojaspal 3' 70' · Probst 4' 21' 24' | 5:0(4:0)raport | Czechosłowacja | Zurych, Hardturm Widzów: 25 tys. Sędzia: Stefanovic (Jugosławia) |
|                           |                                                |                |                |                                                                  |

### Grupa D
| Zespół     | M | W | R | P | Br+ | Br- | Pkt |
| ---------- | - | - | - | - | --- | --- | --- |
| Anglia     | 2 | 1 | 1 | 0 | 6   | 4   | 3   |
| Szwajcaria | 2 | 1 | 0 | 1 | 2   | 3   | 2   |
| Włochy     | 2 | 1 | 0 | 1 | 5   | 3   | 2   |
| Belgia     | 2 | 0 | 1 | 1 | 5   | 8   | 1   |

| 17 czerwca 1954 17:50 UTC | Szwajcaria · Ballaman 18' · Hügi 78' | 2:1(1:1)raport | Włochy · Boniperti 44' | Lozanna, Stade Olympique de la Pontaise Widzów: 43 tys. Sędzia: Viana (Brazylia) |
|                           |                                      |                |                        |                                                                                  |

| 17 czerwca 1954 18:10 UTC | Anglia · Broadis 26' 63' · Lofthouse 36' 91' | 4:4 (w dogrywce)(3:3, 2:1)raport | Belgia · Anoul 5' 71' · Coppens 67' · Dickinson 94' (sam.) | Bazylea, St. Jakob-Stadion Widzów: 40 tys. Sędzia: Schmetzer (RFN) |
|                           |                                              |                                  |                                                            |                                                                    |

| 20 czerwca 1954 17:00 UTC | Włochy · Pandolfini 41' (k.) · Galli 48' · Frignani 58' · Lorenzi 78' | 4:1(1:0)raport | Belgia · Anoul 81' | Lugano, Stadio Cornaredo Widzów: 26 tys. Sędzia: Steiner (Austria) |
|                           |                                                                       |                |                    |                                                                    |

| 17 czerwca 1954 17:10 UTC | Anglia · Mullen 43' · Wilshaw 69' | 2:0(1:0)raport | Szwajcaria | Berno, Wankdorfstadion Widzów: 50 tys. Sędzia: Zsolt (Węgry) |
|                           |                                   |                |            |                                                              |

#### Baraż o awans
| 23 czerwca 1954 18:00 UTC | Szwajcaria · Hügi 14' 85' · Ballaman 48' · Fatton 90' | 4:1(1:0)raport | Włochy · Nesti 67' | Bazylea, St. Jakob-Stadion Widzów: 30 tys. Sędzia: Griffiths (Walia) |
|                           |                                                       |                |                    |                                                                      |

## Faza pucharowa
|  |                      |              |                      |                      |   |                    |                    |                  |                   |                   |                   |       |       |
|  | Ćwierćfinały         | Ćwierćfinały | Ćwierćfinały         |                      |   | Półfinały          | Półfinały          | Półfinały        |                   |                   | Finał             | Finał | Finał |
|  | Ćwierćfinały         | Ćwierćfinały | Ćwierćfinały         |                      |   | Półfinały          | Półfinały          | Półfinały        |                   |                   | Finał             | Finał | Finał |
|  | 27 czerwca – Berno   |              |                      |                      |   |                    |                    |                  |                   |                   |                   |       |       |
|  |                      |              |                      |                      |   |                    |                    |                  |                   |                   |                   |       |       |
|  | Brazylia             | Brazylia     | 2                    |                      |   |                    |                    |                  |                   |                   |                   |       |       |
|  | Brazylia             | Brazylia     | 2                    | 30 czerwca – Lozanna |   |                    |                    |                  |                   |                   |                   |       |       |
|  | Węgry                | Węgry        | 4                    |                      |   |                    |                    |                  |                   |                   |                   |       |       |
|  | Węgry                | Węgry        | 4                    |                      |   | Węgry (w dogrywce) | Węgry (w dogrywce) | 4                |                   |                   |                   |       |       |
|  | 26 czerwca – Bazylea |              |                      |                      |   | Węgry (w dogrywce) | Węgry (w dogrywce) | 4                |                   |                   |                   |       |       |
|  |                      |              | Urugwaj              | Urugwaj              | 2 |                    |                    |                  |                   |                   |                   |       |       |
|  | Urugwaj              | Urugwaj      | Urugwaj              | Urugwaj              | 2 | 4                  |                    |                  |                   |                   |                   |       |       |
|  | Urugwaj              | Urugwaj      |                      |                      |   | 4                  | 4 lipca – Berno    |                  |                   |                   |                   |       |       |
|  | Anglia               | Anglia       | 2                    |                      |   |                    |                    |                  |                   |                   |                   |       |       |
|  | Anglia               | Anglia       | 2                    |                      |   | Węgry              | Węgry              | 2                |                   |                   |                   |       |       |
|  | 27 czerwca – Genewa  |              |                      |                      |   | Węgry              | Węgry              | 2                |                   |                   |                   |       |       |
|  |                      |              | RFN                  | RFN                  | 3 |                    |                    |                  |                   |                   |                   |       |       |
|  | Jugosławia           | Jugosławia   | RFN                  | RFN                  | 3 | 0                  |                    |                  |                   |                   |                   |       |       |
|  | Jugosławia           | Jugosławia   | 30 czerwca – Bazylea |                      |   | 0                  |                    |                  |                   |                   |                   |       |       |
|  | RFN                  | RFN          | 2                    |                      |   |                    |                    |                  |                   |                   |                   |       |       |
|  | RFN                  | RFN          | 2                    |                      |   | RFN                | RFN                | 6                | Mecz o 3. miejsce | Mecz o 3. miejsce | Mecz o 3. miejsce |       |       |
|  | 26 czerwca – Lozanna |              |                      |                      |   | RFN                | RFN                | 6                | Mecz o 3. miejsce | Mecz o 3. miejsce | Mecz o 3. miejsce |       |       |
|  |                      |              | Austria              | Austria              | 1 |                    |                    | 3 lipca – Zurych | 3 lipca – Zurych  | 3 lipca – Zurych  |                   |       |       |
|  | Austria              | Austria      | Austria              | Austria              | 1 | 7                  |                    | 3 lipca – Zurych | 3 lipca – Zurych  | 3 lipca – Zurych  |                   |       |       |
|  | Austria              | Austria      |                      |                      |   |                    |                    | Urugwaj          | Urugwaj           | 1                 |                   |       |       |
|  | Szwajcaria           | Szwajcaria   | 5                    |                      |   |                    |                    |                  | Urugwaj           | 1                 |                   |       |       |
|  | Szwajcaria           | Szwajcaria   | 5                    |                      |   |                    |                    | Austria          | Austria           | 3                 |                   |       |       |
|  |                      |              |                      |                      |   |                    |                    |                  | Austria           | 3                 |                   |       |       |

### Ćwierćfinały
| 26 czerwca 1954 17:00 UTC | Austria · Wagner 25' 27' 53' · A. Körner 26' 34' · Ocwirk 32' · Probst 76' | 7:5(5:4)raport | Szwajcaria · Ballaman 16' 39' · Hügi 17' 19' 58' | Lozanna, Stade Olympique de la Pontaise Widzów: 35 tys. Sędzia: Faultless (Szkocja) |
|                           |                                                                            |                |                                                  |                                                                                     |

| 26 czerwca 1954 17:00 UTC | Urugwaj · Borges 5' · Varela 39' · Schiaffino 46' · Ambrois 78' | 4:2(2:1)raport | Anglia · Lofthouse 16' · Finney 67' | Bazylea, St. Jakob-Stadion Widzów: 35 tys. Sędzia: Steiner (Austria) |
|                           |                                                                 |                |                                     |                                                                      |

| 27 czerwca 1954 17:00 UTC | Węgry · Hidegkuti 4' · Kocsis 7' 88' · Lantos 60' (k.) | 4:2(2:1)raport | Brazylia · Djalma Santos 18' (k.) · Julinho 65' | Berno, Wankdorfstadion Widzów: 60 tys. Sędzia: Ellis (Anglia) |
|                           |                                                        |                |                                                 |                                                               |

| 27 czerwca 1954 17:00 UTC | RFN · Horvat 9' (sam.) · Rahn 85' | 2:0(1:0)raport | Jugosławia | Genewa, Stade des Charmilles Widzów: 20 tys. Sędzia: Zsolt (Węgry) |
|                           |                                   |                |            |                                                                    |

### Półfinały
| 30 czerwca 1954 18:00 UTC | Węgry · Czibor 13' · Hidegkuti 46' · Kocsis 111' 116' | 4:2 (w dogrywce)(2:2, 1:0)raport | Urugwaj · Hohberg 75' 86' | Lozanna, Stade Olympique de la Pontaise Widzów: 37 tys. Sędzia: Griffiths (Walia) |
|                           |                                                       |                                  |                           |                                                                                   |

| 30 czerwca 1954 17:00 UTC | RFN · Schäfer 31' · Morlock 47' · F. Walter 54' (k.) 64' (k.) · O. Walter 61' 89' | 6:1(1:0)raport | Austria · Probst 51' | Bazylea, St. Jakob-Stadion Widzów: 58 tys. Sędzia: Orlandini (Włochy) |
|                           |                                                                                   |                |                      |                                                                       |

### 3. miejsce
| 3 lipca 1954 17:00 UTC | Urugwaj · Hohberg 22' | 1:3(1:1)raport | Austria · Stojaspal 16' (k.) · Cruz 59' (sam.) · Ocwirk 89' | Zurych, Hardturm Widzów: 35 tys. Sędzia: Wyssling (Szwajcaria) |
|                        |                       |                |                                                             |                                                                |

Austria: Schmied – Hanappi, Barschandt, Ocwirk, Kollmann, Koller, R.Körner, Wagner, Stojaspal, Probst, Dienst

Urugwaj: Maspoli – Martinez, Santamaria, Andrade, Carballo, Cruz, Abbadie, Mendez, Hohberg, Schiaffino, Borges
(100 mecz w historii mistrzostw)

### Finał
| 4 lipca 1954 17:00 UTC | Węgry · Puskás 6' · Czibor 8' | 2:3(2:2)raport | RFN · Morlock 10' · Rahn 18' 84' | Berno, Wankdorfstadion Widzów: 60 tys. Sędzia: Ling (Anglia) |
|                        |                               |                |                                  |                                                              |

Węgry: Grosics – Buzanszky, Lantos, Bozsik, Lorant, Zakarias, Puskas, Kocsis, Hidegkuti, Czibor, J.Toth
RFN: Turek – Posipal, Kohlmeyer, Eckel, Liebrich, Mai, Rahn, Morlock, O.Walter, F.Walter, Schäfer
Piłkarze RFN wygrali mistrzostwa świata po raz pierwszy w historii, a zwycięstwo w finale nad dobrze grającą drużyną Węgier ochrzczono mianem Cudu z Berna. Węgierska „złota jedenastka” po rewolucji w roku 1956 praktycznie przestała istnieć.

## Klasyfikacja strzelców turnieju
11 goli
- Sándor Kocsis

6 goli
- Erich Probst
- Max Morlock
- Josef Hügi

4 gole
- Helmut Rahn
- Hans Schäfer
- Ottmar Walter
- Nándor Hidegkuti
- Ferenc Puskás
- Robert Ballaman
- Carlos Borges

3 gole
- Ernst Stojaspal
- Theodor Wagner
- Léopold Anoul
- Nat Lofthouse
- Fritz Walter
- Zoltán Czibor
- Burhan Sargın
- Suat Mamat
- Juan Hohberg
- Oscar Míguez

2 gole
- Robert Körner
- Ernst Ocwirk
- Didi
- Julinho
- Pinga
- Ivor Broadis
- Mihály Lantos
- Péter Palotás
- Lefter Küçükandonyadis
- Julio Abbadie
- Juan Alberto Schiaffino

1 gol
- Henri Coppens
- Baltazar
- Djalma Santos
- Tom Finney
- Jimmy Mullen
- Dennis Wilshaw
- Raymond Kopa
- Jean Vincent
- Richard Herrmann
- Bernhard Klodt
- Alfred Pfaff
- József Tóth
- Giampiero Boniperti
- Amleto Frignani
- Carlo Galli
- Benito Lorenzi
- Fulvio Nesti
- Egisto Pandolfini
- Tomás Balcázar
- José Luis Lamadrid
- Jacques Fatton
- Mustafa Ertan
- Erol Keskin
- Javier Ambrois
- Obdulio Varela
- Miloš Milutinović
- Branko Zebec

Gole samobójcze
- Jimmy Dickinson (dla Belgii)
- Raúl Cárdenas (dla Francji)
- Luis Cruz (dla Austrii)
- Ivan Horvat (dla RFN)

## Podejrzenie o doping
W grudniu 1956 r. kapitan Węgrów Ferenc Puskas powiedział w wywiadzie dla francuskiej gazety „l'Equipe”, że po meczu finałowym w szatni drużyny RFN znaleziono opakowania po środkach dopingowych. Piłkarska federacja RFN zażądała odwołania tych zarzutów, co faktycznie nastąpiło. Puskas stwierdził, że tłumacz przeinaczył sens jego wypowiedzi. Żona dziennikarza Nina Lengyel zaprzeczyła jednak temu, podając informację, że ów dziennikarz był Węgrem, tłumacz więc nie był potrzebny. W 2010 r. badacze z programu „Doping w Niemczech” nakręcili film dokumentalny, pokazany potem w niemieckiej telewizji ZDF/ARD. Zawierał on tezę, że lekarz drużyny niemieckiej Franz Loogen wstrzykiwał piłkarzom metamfetaminę. Dowodem miało być to, że po mundialu ośmiu niemieckich zawodników grających w finale zachorowało na żółtaczkę. Również na żółtaczkę zachorował mistrz olimpijski z 1952 r. Josy Barthel. W przypadku Barthela istnieją dowody na zażywanie metamfetaminy.

## Ciekawostki
Z turnieju finałowego WM1954  po raz pierwszy w historii mistrzostw przeprowadzono transmisję telewizyjną.
Po przegranym meczu finałowym w Budapeszcie doszło do kilkudniowych zamieszek, wywołanych przez rozczarowanych kibiców.